# Khuất Đột Thông
Khuất Đột Thông (chữ Hán: 屈突通; 557－628), là một đại tướng công thần khai quốc nhà Đường. Ông được xếp thứ 12 trong số 24 công thần được vẽ chân dung trên Lăng Yên các.

## Cuộc Đời
Khuất Đột Thông là danh tướng cuối đời nhà Tùy, thống lĩnh quân Hà Đông - Quan Trung bảo vệ kinh đô Trường An. Cho đến khi quân nhà Đường do Lý Uyên phát động khởi nghĩa tấn công Trường An, tiêu diệt tướng thủ thành Hoắc Ấp là Tống Lão Sinh chỉ huy và thành công vượt qua Hoàng Hà tấn công Trường An. Dẫn đến Khuất Đột Thông bị bao vây tứ phía đến khi Lý Uyên cử Lý Thế Dân thu phục ông, khi đó ông mới quy Đường.
Về Đường, Khuất Đột Thông lập được nhiều công trạng, được phong làm Tưởng quốc công.

## Hình ảnh văn hóa
Năm 643, Đường Thái Tông ra lệnh cho họa sĩ Diêm Lập Bản vẽ tranh chân dung của 24 vị công thần khai quốc của nhà Đường lấy tên Nhị thập tứ công thần đồ (二十四功臣圖, Tranh vẽ 24 vị công thần) để treo tại Lăng Yên các. Khuất Đột Thông được xếp vào gian giữa.